# Občina Kidričevo
Občina Kidričevo (slovinsky Občina Kidričevo, německy Gemeinde Sterntal) je jednou z 212 občin ve Slovinsku. Nachází se v Podrávském regionu na území historického Dolního Štýrska. Občinu tvoří 7 sídel, její rozloha je 71,5 km² a k 1. lednu 2017 zde žilo 6 417 obyvatel. Správním střediskem občiny je Kidričevo.

## Členění občiny
Občina se dělí na sídla:
- Apače
- Cirkovce
- Dragonja vas
- Kidričevo
- Kungota pri Ptuju
- Lovrenc na Dravskem polju
- Mihovce
- Njiverce
- Pleterje
- Pongrce
- Spodnje Jablane
- Spodnji Gaj pri Pragerskem
- Starošince
- Stražgonjca
- Strnišče
- Šikole
- Zgornje Jablane
- Župečja vas